# العلاقات النرويجية النيكاراغوية
العلاقات النرويجية النيكاراغوية هي العلاقات الثنائية التي تجمع بين النرويج ونيكاراغوا.

## مقارنة بين البلدين
هذه مقارنة عامة ومرجعية للدولتين:
| وجه المقارنة                                              | النرويج                                                   | نيكاراغوا        |
| --------------------------------------------------------- | --------------------------------------------------------- | ---------------- |
| المساحة (كم2)                                             | 385.21 ألف                                                | 130.38 ألف       |
| عدد السكان (نسمة)                                         | 5.33 مليون                                                | 6.22 مليون       |
| الكثافة السكانية (ن./كم²)                                 | 13.84                                                     | 47.71            |
| العاصمة                                                   | أوسلو                                                     | ماناغوا          |
| اللغة الرسمية                                             | بوكمول، لغات السامي، نينوشك، اللغة النرويجية              | اللغة الإسبانية  |
| العملة                                                    | كرونة نروجية                                              | كوردبا نيكاراغوا |
| الناتج المحلي الإجمالي (بليون دولار)                      | 398.83 مليار                                              | 13.81 مليار      |
| الناتج المحلي الإجمالي (تعادل القوة الشرائية) بليون دولار | 322.23 مليار                                              | 31.63 مليار      |
| الناتج المحلي الإجمالي الاسمي للفرد دولار أمريكي          | 74.40 ألف                                                 | 2.09 ألف         |
| الناتج المحلي الإجمالي للفرد دولار أمريكي                 | 65.61 ألف                                                 | 4.92 ألف         |
| مؤشر التنمية البشرية                                      | 0.944                                                     | 0.631            |
| رمز المكالمات الدولي                                      | +47                                                       | +505             |
| رمز الإنترنت                                              | .no                                                       | .ni              |
| المنطقة الزمنية                                           | ت ع م+01:00، ت ع م+02:00، توقيت وسط أوروبا، أوروبا/أوسلو ‏ | 00               |

## مدن متوأمة
في ما يلي قائمة باتفاقيات التوأمة بين مدن نرويجية ونيكاراغوية:
- ترتبط Sauda [الإنجليزية]‏ مع San Juan del Sur [الإنجليزية]‏ باتفاقية توأمة.
- ترتبط ستافانغر مع إستيلي باتفاقية توأمة منذ 1948.

## منظمات دولية مشتركة
يشترك البلدان في عضوية مجموعة من المنظمات الدولية، منها:
| علم المنظمة | اسم المنظمة                               | تاريخ انضمام النرويج | تاريخ انضمام نيكاراغوا |
| ----------- | ----------------------------------------- | -------------------- | ---------------------- |
|             | مؤسسة التنمية الدولية                     | 24 سبتمبر 1960       | 30 ديسمبر 1960         |
|             | يونسكو                                    | 4 نوفمبر 1946        | 22 فبراير 1952         |
|             | وكالة ضمان الاستثمار متعدد الأطراف        | 9 أغسطس 1989         | 12 يونيو 1992          |
|             | الأمم المتحدة                             | 27 نوفمبر 1945       | 24 أكتوبر 1945         |
|             | الاتحاد البريدي العالمي                   | ?                    | ?                      |
|             | البنك الدولي للإنشاء والتعمير             | 27 ديسمبر 1945       | 14 مارس 1946           |
|             | الاتحاد الدولي للاتصالات                  | 1866                 | 12 مايو 1926           |
|             | منظمة حظر الأسلحة الكيميائية              | ?                    | ?                      |
|             | مؤسسة التمويل الدولية                     | 20 يوليو 1956        | 20 يوليو 1956          |
|             | المركز الدولي لتسوية المنازعات الاستشارية | 15 سبتمبر 1967       | 19 أبريل 1995          |
|             | منظمة التجارة العالمية                    | 1995                 | ?                      |
|             | منظمة الشرطة الجنائية الدولية             | ?                    | ?                      |

## وصلات خارجية
- موقع وزارة الخارجية النرويجية
- موقع وزارة الخارجية النيكاراغوية